# 마크 유잉
마크 유잉(Marc Ewing)은 미국의 컴퓨터 엔지니어이자 기업가이다. 소프트웨어 레드햇 브랜드, 특히 리눅스 운영 체제 배포판인 레드햇 제품군의 창시자이자 원조이다. 1990년대 중반 86open 프로젝트에 참여했다.

## 어린 시절
IBM 프로그래머의 아들인 마크는 어릴 때 컴퓨터 캠프에 다녔으며, 아폴로와 코모도어 컴퓨터용 프로그램을 작성하는 법을 배우며 시간을 보냈다. 1992년 카네기 멜런 대학교를 졸업했다. CMU 재학 시절 빨간 모자를 쓰고 다니는 것으로 유명했다. 그의 컴퓨터 전문 지식 때문에 사람들은 "빨간 모자를 쓴 남자"에게 도움을 요청했다.

## 경력
대학 졸업 후 IBM에서 엔지니어로 일하기 시작했다. IBM에서 리눅스 워크스테이션 설치를 사용자 정의하는 데 상당한 시간을 보냈다. 이 작업을 통해 레드햇 리눅스 프로젝트를 시작했다. 유잉과 공동 설립자 밥 영은 유잉의 빨간 모자를 따서 소프트웨어 이름을 레드햇으로 지었다.
1999년 닷컴 버블이 절정에 달했을 때는 9억 달러의 순자산을 보유했다.
레드햇을 떠나 2002년 등산 중심의 계간지 알피니스트를 공동 창간했다. 나중에 사막 경주에 참가하기 시작했으며, 2008년 Riot Racing 팀을 공동 창립했다.